# Компоље (Оточац)
Компоље је насељено мјесто у Лици. Припада граду Оточцу, у Личко-сењској жупанији, Република Хрватска.

## Географија
Компоље је удаљено око 10 км сјеверозападно од Оточца. У близини насеља пролази ауто-пут Загреб-Сплит.

## Култура

### Говор
Становници углавном говоре чакавским нарјечјем, као и остала насеља с претежно католичким становништвом Гацке долине.

## Становништво
Према попису из 1991. године, насеље Компоље је имало 481 становника. Према попису становништва из 2001. године, Компоље је имало 386 становника. Компоље је према попису становништва из 2011. године, имало 346 становника.
| Демографија | Демографија | Демографија |
| Година      | Становника  | Становника  |
| ----------- | ----------- | ----------- |
| 1971.       | 561         |             |
| 1981.       | 543         |             |
| 1991.       | 481         |             |
| 2001.       | 386         |             |
| 2011.       |             | 346         |

## Попис 1991.
На попису становништва 1991. године, насељено место Компоље је имало 481 становника, следећег националног састава:
| Попис 1991.‍  | Попис 1991.‍  | Попис 1991.‍ | Попис 1991.‍ | Попис 1991.‍ |
| ------------ | ------------ | ----------- | ----------- | ----------- |
|              |              |             |             |             |
| Хрвати       | Хрвати       |             | 462         | 96,04%      |
| Срби         | Срби         |             | 10          | 2,07%       |
| Муслимани    | Муслимани    |             | 1           | 0,20%       |
| неопредељени | неопредељени |             | 1           | 0,20%       |
| непознато    | непознато    |             | 7           | 1,45%       |
| укупно: 481  |              |             |             |             |